# Possenhofen

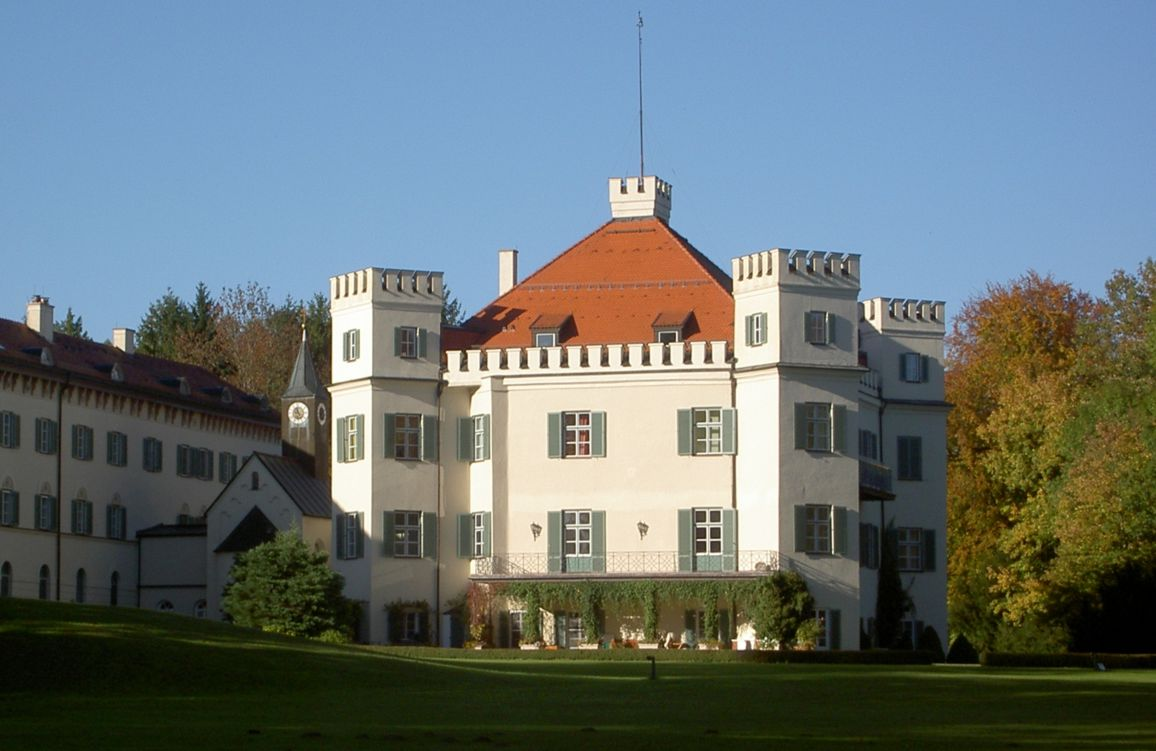
Schloss Possenhofen.

Possenhofen är en stadsdel i staden Pöcking i Landkreis Starnberg i södra Bayern. Possenhofen har omkring 380 invånare.